# Compañía de Ómnibus de Pando S.A.

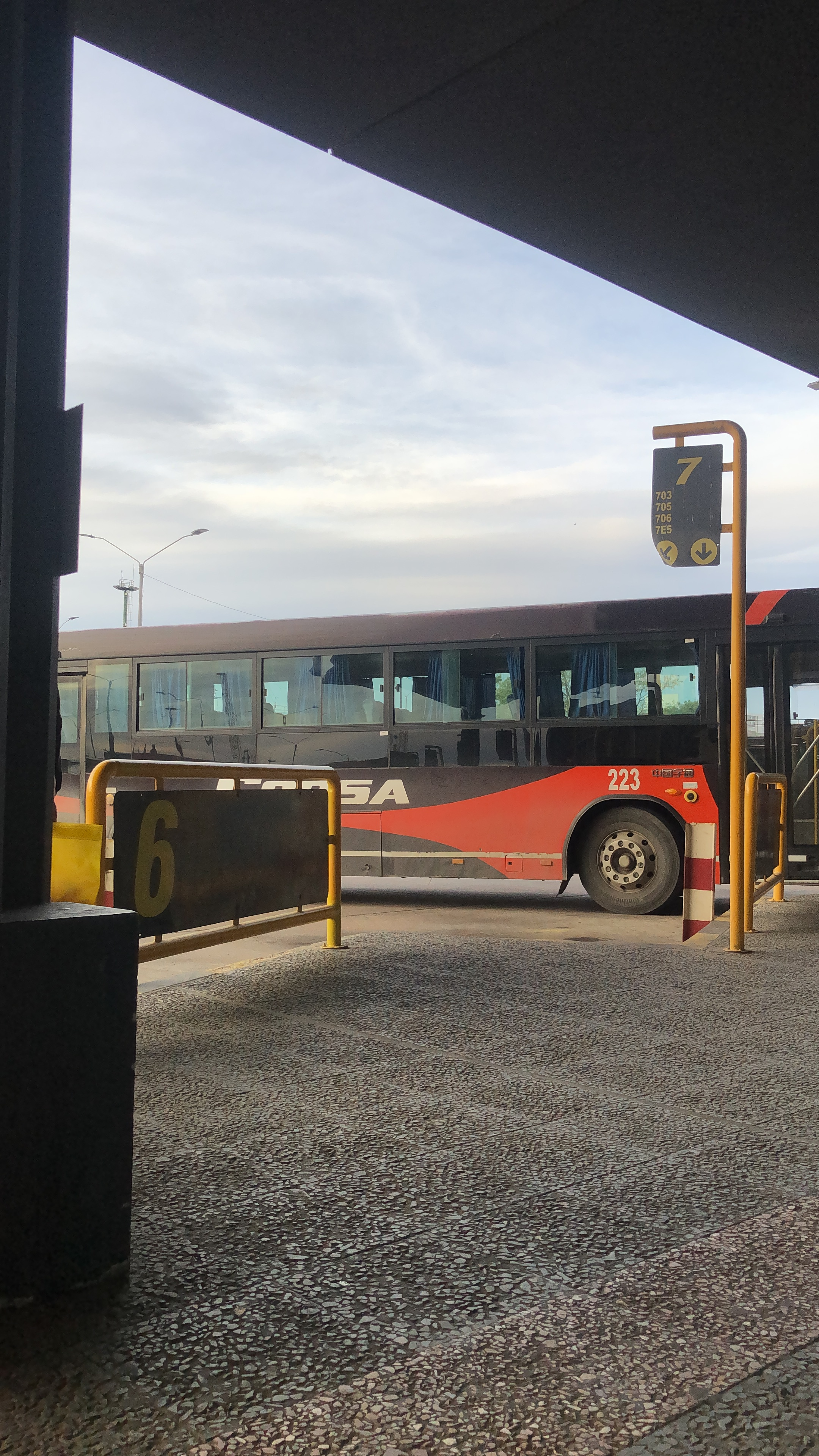
Ómnibus de COPSA en la Terminal Baltasar Brum

La Compañía de Ómnibus de Pando S.A., o por su abreviatura comercial COPSA, es una compañía de transporte de la ciudad de Pando, en el departamento de Canelones, la cual presta servicios departamentales, suburbanos e interdepartamentales. Es considerada una de las primeras empresas de transporte colectivo en Uruguay y de las empresas con mayor operativa en el Área Metropolitana de Montevideo.

## Orígenes
En la década de 1921 un grupo de transportistas con sus pequeños coches comenzaron a prestar un servicio de transporte que unía la ciudad de Pando con Montevideo por la ruta 8, estos coches tal como sucedía en el servicio urbano de Montevideo lucían en sus latereales distintos nombres que los identificaban como por ejemplo: Albatros, Relámpago, David, Ciudad de Pando, Amalia, etc. En 1930 un grupo de propietarios, entre ellos también los encargados de prestar el servicio de la línea Montevideo - Pando deciden organizarse para ofrecer un mejor y un más organizado servicio, dicho grupo estaba integrado por los señores Julio Cabrera, Lorenzo  Pastorino, Ercilio Rebufello, José Carrere, Luis Z. Cassou, Pablo Riera, Martín Sanni, Nicolás Scordamaglia, Eugenio Bianchi y Gregorio Hernández, quienes el 20 de octubre de 1930 conformaron la entonces Cooperativa de Ómnibus de Pando - Montevideo y Derivados. El 30 de junio de 1941 mediante una asamblea de propietarios, la cooperativa se constituye en una Sociedad Anónima, convirtiéndose desde ese entonces, en una empresa de transporte. Finalmente, en septiembre de 1947 adoptó su denominación actual de Compañía de Ómnibus de Pando Sociedad Anónima. 

### Primeros servicios
En los comienzos se realizó los servicios de Montevideo a Pando y a Suárez por la Ruta 8 y el Camino Maldonado. Entre 1934 y 1936 se sumaron nuevos permisarios, creándose las líneas de Montevideo a Empalme Olmos y de Montevideo a Costa Azul. Ante la carencia de una terminal de transporte, en ese entonces los recorridos partían desde el primitivo Control Municipal de Ómnibus ubicado en la Plaza Cagancha, precisamente en el subsuelo del Ateneo de Montevideo, sobre la Avenida Rondeau, los ómnnibus salían por las avenidas 18 de julio y 8 de octubre. En 1941, con el traslado de dicho control hacia la entonces Diagonal Agraciada y Mercedes los recorridos partieron desde allí hasta agosto de 1955, cuando es inaugurada la Terminal de ómnibus de Arenal Grande y Dante. A partir de 1934 y hasta 1941 se fueron creando nuevas líneas locales de Pando y parajes adyacentes como el Totoral de Sauce, San Jacinto, Instituto Seroterápico y Floresta-Costa Azul, además de ir adquiriendo pequeñas empresas que operaban en forma independiente llegando así hasta Atlántida y a Migues cuando se fusiona con la Cooperativa de Ómnibus a Migues. El 12 de junio de 1949 Copsa pasaría a atender las líneas de la Cooperativa de Ómnibus Carrasco - Pando - Montevideo, propiedad de Mariano Almenara, la cual realizaba las líneas Montevideo - Aeropuerto y Montevideo - Pando por ruta 101. En septiembre de 1950 es adquirida la empresa El Látigola, la cual realizaba la línea Montevideo - Atlántida desde 1945, y en noviembre del mismo año se le adquiere al Héctor Queirolo la empresa Ómnibus La Tuna - Los Titanes con la cual realizaba la línea de Montevideo a La Tuna - Los Titanes - Santa Lucía del Este. En 1952 se logra ingresar a la localidad de Montes con la adquisición de la empresa Ommo. El 17 de diciembre de 1954 la Intendencia de Canelones autoriza a Copsa a realizar la línea Montevideo a San Luis - Los Titanes - La Tuna y Santa Lucía del Este que realizara la Empresa Eltsa. Entre 1955 y 1957 se logra llegar a las localidades de Toledo, línea que fuera realizada por Cotsa, y a Parque del Plata. En 1978 debido a una crisis que afrontaba la empresa COCSL se le adjudicó en forma precaria las líneas suburbanas de Montevideo a 25 de agosto, Santa Lucía, Canelones, Progreso y Las Piedras por la ruta 5 vieja. Finalmente en 1982 cierra dicha empresa y sus líneas pasaron en manos de Copsa y de Coomoca la cual pocos años después también cesaría sus servicios y pasarían en manos de Copsa llegando así a Las Brujas, Parador Tajes y Santa Lucía por Cerrillos y Aguas Corrientes. En 1991 se da el cierre de la Organización Nacional de Autobuses y sus líneas pasaron a licitarse por intermedio del Ministerio de Transporte y Obras Públicas, entre ellas estaba la línea que finalmente ganó en la licitación de Montevideo a Punta del Este y José Ignacio, pasando por Piriápolis y Maldonado, dicha línea comienza a ser operada posteriormente por la división Copsa Este. 

### Servicios suprimidos
En el año 2005 la empresa incorpora un número de 200 máquinas expendedoras de boletos Masisconvi para sus servicios suburbanos (años después implementaría algunas más para sus líneas departamentales) e implementa un sistema propio llamado buspass, el cual funcionó hasta el año 2020, año en el que la empresa discontinuo dicho servicio al mudarse al sistema STM.

## Líneas de ómnibus
Estos son las líneas de transporte colectivo que operan actualmente, ya que a lo largo de los años esta empresa ha sufrido diversas crisis que incluyeron instancias judiciales, por lo cual ha sufrido supresiones (quitas) de líneas en dos ocasiones (años 2009 y 2013).

### Líneas urbanas
Brinda servicios urbanos departamentales, dentro del departamento de Canelones, unificando distintas ciudades y localidades.
| - 7H - 757 - P7A - P7H - P756 | - P757 - P758 - P759 - P760 - P761 | - P768 - P802 - P804 - XA1 - XA2 |

### Líneas suburbanas
Brinda servicios regulares entre los departamentos de Montevideo y Canelones, cuyas ciudades están comprendidas dentro del área metropolitana de Montevideo. Dichas líneas parten desde la Estación Baltasar Brum de Montevideo, con destinos como las ciudades de:Pando, Atlántida, Canelones, Parque del Plata, Progreso, Santa Lucía, Las Piedras, y San Luis.
| - 1A - 2A - 7A - 7E5 - 7E7R - 7E8R - 8A - 8E7R - 8E8R | - 700 - 701 - 702 - 703-704 - 705 - 706 - 707 - 708 - 709 | - 710 - 711 - 712 - 714 - 724 - 747 - 748 - 750 - 751 - 752 | - 802 - 803 - 804 - 805 - 806 - 807 - 808 - 809 - 810 |

### Fuera de servicio
Fueron líneas que operó Copsa hasta las reestructuras que sufrió en los años 2009 y 2013, años en los cuales la Intendencia Municipal de Canelones (en conjunto con el MTOP) decidió mediante varias instancias judiciales el cese de estas líneas, asimismo les fueron quitados ramales de otras líneas que aún siguen operativas, por lo que funcionan con sólo 1 o 2 ramales en ellas. Todas estas líneas eran de carácter departamental, pero no fueron disueltas totalmente, sino que dichos permisos fueron reabiertos y otorgados a las empresas Rutas del Norte, SATT, TPM , Codeleste y Zeballos Hnos, las cuales tuvieron un crecimiento significativo al operar dichas líneas y ex ramales de las otras.
| - 753 - 754 - 755 - 756 - 1AP | - 7F - 8AE - 9C - P1A - P2A - 2AP |

## Flota
Durante las décadas del 60 y hasta los años noventa tuvo entre sus flotas coches FA.CA.NSA de fabricación Nacional y con motorización Mercedes Benz.
En la actualidad, la compañía posee 315 unidades, con un máximo de 25 de años de antigüedad. Hasta el año 2012, la mayoría eran sobre chasis - motorización Mercedes Benz y carrocería Marcopolo. A partir de ese año, a raíz de múltiples renovaciones que tuvieron hasta el presente, cuenta en su mayoría con coches de carrocerías Yutong, de origen chino, sobre chasis de la misma marca, pero con motorización Cummins.
Numeración
- Del 1 al 235 son coches de carácter sub-urbano, los cuales realizan servicios entre el departamento de Montevideo y el departamento de Canelones. La mayoría de esta flota es Yutong / Cummins y algunos de ellos poseen aire acondicionado.
- Del 301 al 329 son coches de carácter departamental los cuales realizan servicios únicamente en el departamento de Canelones, sus servicios cubren el Área metropolitana de Montevideo. La flota de este sector es de 25 coches Marcopolo Allegro / Mercedes-Benz y 4 coches Busscar Urbanus I Intercity / Mercedes-Benz.
- Del 401 al 420 son coches de carácter suburbano en condición de suplente los cuales cubren a los titulares en caso de desperfectos mecánicos. Los coches de esta flota son 6 Marcopolo Allegro / Volkswagen, 3 Yutong ZK6118HGA / Cummins y 10 Yutong ZK6100HB / Cummins, algunos de ellos con aire acondicionado.
- Del 450 al 460 son coches de carácter suburbano larga distancia es decir, servicios que tienen como destino ciudades que se encuentran fuera del Área metropolitana. Los 11 coches de este sector son Yutong ZK6129HA / Cummins, con aire acondicionado, que anteriormente pertenecían al sector Este.
- Y del 522 al 542 son coches de carácter carretero los cuales son utilizados exclusivamente en el servicio Copsa-Este entre el departamento de Montevideo y el departamento de Maldonado. Todos los coches de este sector son Yutong ZK6129HA / Cummins, con aire acondicionado.
- En diciembre de 2023 para sustituir a los decadentes ZK6129HA que se usaban en el servicio al este, la empresa adquiere 20 coches Yutong ZK6138H que se suman a los dos que ya tenían (525 y 532), quedando todos numerados entre el 522 y 543, excepto el 552 que es accesible de 36 asientos. El número 540 fue salteado debido a que fue el bus del modelo  ZK6129HA accidentado.